# دفتر حفاظت منافع ایران در مصر
دفتر حفاظت منافع ایران در مصر نام دفتری سیاسی است که در نبود سفارت دولت ایران در قاهره، مسئولیت حفظ منافع ایران در مصر را بر عهده دارد. ریاست این دفتر از تیر ۱۴۰۱ بر عهده محمدحسین سلطانی‌فرد است.

## فهرست رؤسای دفتر
- محمدحسین سلطانی‌فرد از تیر سال ۱۴۰۱ تاکنون
- ناصر کنعانی از تیر سال ۱۳۹۷ تا تير ۱۴۰۱
- محمد محمودیان از سال ۱۳۹۳ تا ۱۳۹۷
- مجتبی امانی از بهمن سال ۱۳۸۸ تا ۱۳۹۳
- محمدرضا رئوف شیبانی از خرداد ۱۳۸۴ تا ؟